# زلاتوستوفسك
زلاتوستوفسك (بالروسية: Златоустовск) هي مدينة في مقاطعة أمور أوبلاست في روسيا. يبلغ عدد سكانها حوالي 772 نسمة.